# XpressEngine
XpressEngine(약칭 XE)은 네이버의 지원을 바탕으로 고영수를 주축으로한 XE 개발팀이 개발한 LGPL 기반 오픈소스 저작물 관리 시스템 (CMS)이다. 이전의 제로보드와는 달리 게시판, 블로그, 쇼핑몰, 위키 등 웹 사이트에 필요한 모든 것을 모듈로 구현해, 종합적인 웹 빌더로 사용할 수 있는 CMS를 목표로 개발이 되었다. 처음 명칭은 '제로보드 XE'였으나, 정식으로 CMS 기능을 갖춘 1.1.0 버전을 내놓으면서 '보드'의 개념과 상이하다며 명칭을 변경하였다.
제로보드의 명칭을 유지한 1.0.6 버전까지는 다양한 사이트와 블로그를 운영할 수 있는 홈빌더의 형태였으나, XpressEngine으로 명칭을 변경한 1.1.0 버전부터는 마이크로 블로그(플래닛) 패키지, 가상 사이트를 이용한 분양 시스템 등 더 폭넓고 다양한 기능이 탑재되어 있다.
구조는 기본 프로그램인 XE Core가 있고, 거기에 모듈이나 위젯, 애드온 등의 추가 프로그램을 올리는 방식이다. 덕분에 제로보드의 장점이었던 쉬운 개발 난이도는 정 반대로 어려워졌다는 평가를 받는다. 그러한 문제로 Core를 직접 수정하는 사용자들이, 개발자들의 비권장 공고에도 꾸준하게 유지되고 있다.
XpressEngine3 (약칭 XE3)로 가면서 기존의 XE와 호환되지 않고 단절되었으며, 그 여파로 Rhymix 오픈소스 CMS가 출범하는 계기가 되었다. 그러나, HHVM이나 라라벨 같은 최신 PHP 프레임워크를 적극적으로 받아들이고, MVC 패턴 적용, RESTful API, 프론트엔드의 컴포넌트화 등등 최신 웹개발 트렌드를 따라잡는 행보는 높이 평가할만 하다.
XE의 글로벌 CMS 시장 점유율은  2020년 8월 기준으로 0.1%에 미치지 못하는 것으로 관측되고 있다.

## 역사
- 2007년 3월 14일 : Zeroboard XE 제작 시작
- 2007년 6월 27일 : 클로즈 베타 시작
- 2007년 8월 12일 : 오픈베타 시작 (0.1.0 버전 발표)[2]
- 2008년 2월 28일 : 정식 발표 (1.0.0 버전 발표)
- 2008년 11월 20일 : XpressEngine으로 이름 변경
- 2009년 7월 10일 : SVN저장소 각 프로젝트별로 분리 (개발엔진은 XpressEngine Core로 표기)
- 2009년 10월 24일 : 제1회 XpressEngine CAMP 개최
- 2009년 11월 11일 : XpressEngine Core 1.3.0 발표 (쉬운설치 베타 도입)[3]
- 2010년 1월 4일 : XpressEngine 제1회 공모전[4]
- 2010년 1월 28일 : XpressEngine Core ver 1.4.0 버전을 발표하며 사용권 문서가 GPL v.2에서 LGPL v.2로 변경되었다.[5]
- 2011년 7월 26일 : 고영수(zero) XpressEngine 개발팀을 떠나 네이버 재팬에 장기 파견[6]
- 2013년 11월 4일 : 프로젝트 운영 및 저장소를 Google Code에서 GitHub로 이전[7]
- 2013년 12월 6일 : XE HUB 개소식[8]
- 2015년 4월 8일 : XpressEngine Core ver 1.8.0 정식 배포[9]
- 2015년 11월 14일 : XpressEngine Core ver 3.0 공개와 함께 개발자용 버전 배포[10][11]
- 2018년 12월 14일 : XpressEngine Core ver 3.0.0 공식 버전 배포

## 설치 환경

### Xpress Engine 3.0 이상
| - PHP - 필수 : PHP 5.5.9 이상 - OpenSSL Extension 필요 - Mbstring Extension 필요 - Tokenizer Extension 필요 | - 데이터베이스 - MySQL 5.1 이상 - MariaDB |

### Xpress Engine 1.8 이상
| - PHP - 필수 : PHP 5.3.0 이상 - PHP 5.5.0 이상 권장 - session.auto_start = Off (php.ini) - 필수 : XML 라이브러리 - 필수 : GD 라이브러리 - 필수 : ICONV 라이브러리 | - 데이터베이스 - MySQL 4.1 이상 - MySQL 5.x 이상 권장 - MariaDB - Cubrid - MS-SQL |

### Xpress Engine 1.7 이상 ~ 1.8 미만
| - PHP - 필수 : PHP 5.2.4 이상 - PHP 5.3.10 이상 권장 - 필수 : XML 라이브러리 - 필수 : GD 라이브러리 - 선택 : ICONV 라이브러리 | - 데이터베이스 - MySQL 4.1 이상 - Cubrid - MS-SQL |

### Xpress Engine 1.7 미만
| - PHP - 필수 : PHP 4.x ~ 5.x - 단, PHP 5.2.2 버전은 PHP의 자체 오류로 사용할 수 없음 - 필수 : XML 라이브러리 - 필수 : GD 라이브러리 - 선택 : ICONV 라이브러리 | - 데이터베이스 - MySQL 4.1 이상 - Cubrid - MS-SQL - Firebird - PostgreSQL - Sqlite2/Sqlite3 |

## 같이 보기
- Rhymix
- 제로보드
- 그누보드